# Коврово (Московская область)
Коврово — деревня в Сергиево-Посадском районе Московской области России, входит в состав городского поселения Пересвет.

## Население
| 1859 | 1895 | 1905 | 1926 | 2002 | 2006 | 2010 |
| ---- | ---- | ---- | ---- | ---- | ---- | ---- |
| 110  | ↗180 | ↘142 | ↗230 | ↘8   | ↘7   | ↗22  |

## География
Деревня Коврово расположена на севере Московской области, в центральной части Сергиево-Посадского района, примерно в 64 км к северу от Московской кольцевой автодороги и 12,5 км к северу от станции Сергиев Посад Ярославского направления Московской железной дороги, по левому берегу реки Куньи бассейна Дубны.
В 11 км юго-восточнее деревни проходит Ярославское шоссе М8, в 5 км к югу — Московское большое кольцо А108, в 30 км к западу — автодорога Р112. Ближайшие населённые пункты — город Пересвет, деревни Красная Сторожка и Самойлово.
К деревне приписано два садоводческих товарищества (СНТ).
Связана автобусным сообщением с городами Пересветом и Сергиевым Посадом (маршруты № 23, 60).

## История
В «Списке населённых мест» 1862 года — владельческая деревня 2-го стана Александровского уезда Владимирской губернии по правую сторону Угличского просёлочного тракта от границы Дмитровского уезда к Переяславскому, в 40 верстах от уездного города и 18 верстах от становой квартиры, при пруде, с 13 дворами и 110 жителями (48 мужчин, 62 женщины).
По данным на 1895 год — деревня Рогачёвской волости Александровского уезда с 180 жителями (90 мужчин, 90 женщин). Основным промыслом населения являлось хлебопашество, в зимнее время женщины и подростки занимались размоткой шёлка и клеением гильз, 29 человек уезжали в качестве прислуги и фабричных рабочих на отхожий промысел в Санкт-Петербург, Сергиевский посад и Александровский уезд.
По материалам Всесоюзной переписи населения 1926 года — центр Ковровского сельсовета Рогачёвской волости Сергиевского уезда Московской губернии в 9,6 км от Ярославского шоссе и 14,9 км от станции Сергиево Северной железной дороги; проживало 230 человек (115 мужчин, 115 женщин), насчитывалось 46 хозяйств (42 крестьянских).
С 1929 года — населённый пункт Московской области в составе:
- Малыгинского сельсовета Сергиевского района (1929—1930)[14],
- Малыгинского сельсовета Загорского района (1930—1936)[15],
- Наугольновского сельсовета Загорского района (1936—1963, 1965—1991)[15][16][17],
- Наугольновского сельсовета Мытищинского укрупнённого сельского района (1963—1965)[16],
- Наугольновского сельсовета Сергиево-Посадского района (1991—1994)[17],
- Наугольновского сельского округа Сергиево-Посадского района (1994—2006)[18],
- городского поселения Пересвет Сергиево-Посадского района (2006 — н. в.)[19][20].